# David Gilmour Blythe
David Gilmour Blythe (* 5. oder 9. Mai 1815 in East Liverpool, Ohio; † 15. Mai 1865 in Pittsburgh) war ein US-amerikanischer autodidaktischer Künstler.

## Leben
David Gilmour Blythe hatte väterlicherseits schottische, mütterlicherseits irische Vorfahren. Er war der vierte von sechs Söhnen des Ehepaars John und Susan Blythe, das im Sommer 1811 eingewandert war. Er wuchs wenig behütet auf. Dass er künstlerische Fähigkeiten hatte, stellten seine Verwandten erstmals fest, als sie ein Porträt eines Nachbarn entdeckten, das Blythe auf eine Tür gezeichnet hatte.
Im Alter von 16 Jahren verließ Blythe sein Elternhaus und zog nach Pittsburgh, wo er einige Jahre lebte und sich als Handwerker durchbrachte. In diese Zeit fällt seine Bekanntschaft mit dem Holzschnitzer Joseph Woodwell. 1834 tat er sich mit seinem Bruder John zusammen. Auf dem Mississippi reisten sie nach New Orleans. Drei Jahre später, im Juli 1837, ging Blythe nach New York und heuerte bei der Marine an. Am 2. August desselben Jahres stach er auf der USS Ontario in See. In den folgenden Monaten gelangte er mit diesem Schiff nach Kuba, Jamaika, Puerto Rico, Mexiko auf die Bahamas und die Jungferninseln; 1838 erlebte er die Bombardierung von Veracruz durch die Franzosen mit. Nach East Liverpool zurückgekehrt, begann er 1840 als Porträtmaler zu arbeiten. Im Winter 1846 zog er nach Uniontown in Pennsylvania und am 30. September 1848 heiratete er in der St. Paul's Cathedral in Pittsburgh seine Verlobte Julia Keffer, mit der er zahlreiche Briefe und Gedichte ausgetauscht hatte. Julia Keffer war wie Blythe in East Liverpool geboren, aber schon als Kind mit ihrer Familie nach Uniontown gezogen. Dort starb sie weniger als zwei Jahre nach der Eheschließung an Schwindsucht. Blythe sollte sich von diesem Verlust nie mehr erholen.
Etwa 1850 begann er mit seinem großen Projekt, einem Panorama der Allegheny Mountains von Pennsylvania, Maryland und Virginia. Um die Mitte des 19. Jahrhunderts wurden derartige Panoramen in Wanderausstellungen gezeigt, wo sie, auf rollbare Gestelle montiert, vor den Augen des sitzenden Publikums vorbeigezogen wurden. Untermalt wurden diese Präsentationen mit der Rezitation passender Texte und mitunter auch mit Musik.
Er schuf außerdem eine überlebensgroße Skulptur, die den General Lafayette darstellte, und auf seinen Reisen durchs Land, um pittoreske Szenerien für sein Panorama zu sammeln, zahlreiche Porträts von regional oder auch überregional bekannten oder zumindest zahlungskräftigen Personen.
Nachdem er zwei Sommer lang Skizzen für das Panorama angefertigt hatte, begann er in seinem Atelier in Uniontown die Motive auf Leinwand zu übertragen. Die Einzelteile waren sieben mal fünfzehn Fuß lang, das zusammengefügte Panorama war etwa 200 Fuß lang. Die Arbeit war im September 1851 beendet. Nach der Vorführung des Panoramas in Uniontown sollte eine Tournee beginnen, die am 3. Oktober 1851 in Cumberland in Maryland ihren Anfang nehmen sollte. Blythe reiste in Begleitung seiner Freunde und Unterstützer James T. Gorley und P. U. Hook; man erwartete sich große finanzielle Erfolge von der Präsentation des Panoramas. Doch diese Hoffnungen trogen. Nachdem Blythe und seine Compagnons in einigen Städten Station gemacht hatten, musste das Unternehmen in Cincinnati aufgegeben werden. Teile des Panoramas wurden dann verkauft, zum Teil wurden sie noch als Kulissen im Trimble's Variety Theatre in Pittsburgh genutzt. Erhalten geblieben ist von dem Panorama nichts.
Blythe, der nach diesem Misserfolg zu dichten begonnen hatte, kehrte nur für kurze Zeit nach Uniontown zurück und begann dann ein Wanderleben. Ein Manuskript aus dieser Zeit, das er in ein altes Album seiner Ehefrau eintrug, ist auf Mikrofilm in den Smithsonian Archives of American Art überliefert. Wo sich Blythe in den Jahren bis 1854 im Einzelnen aufhielt, ist nicht mehr nachzuvollziehen, doch besuchte er in dieser Zeit wahrscheinlich auch Boston und New York und lernte die Werke holländischer und flämischer Maler ebenso kennen wie Künstler der Hudson River School, darunter Asher B. Durand. Sein Biograph Bruce W. Chambers stellte einen Wandel in seiner Malerei aus dieser Zeit „from stiffness to fluency, from simplicity to complexity“ fest.

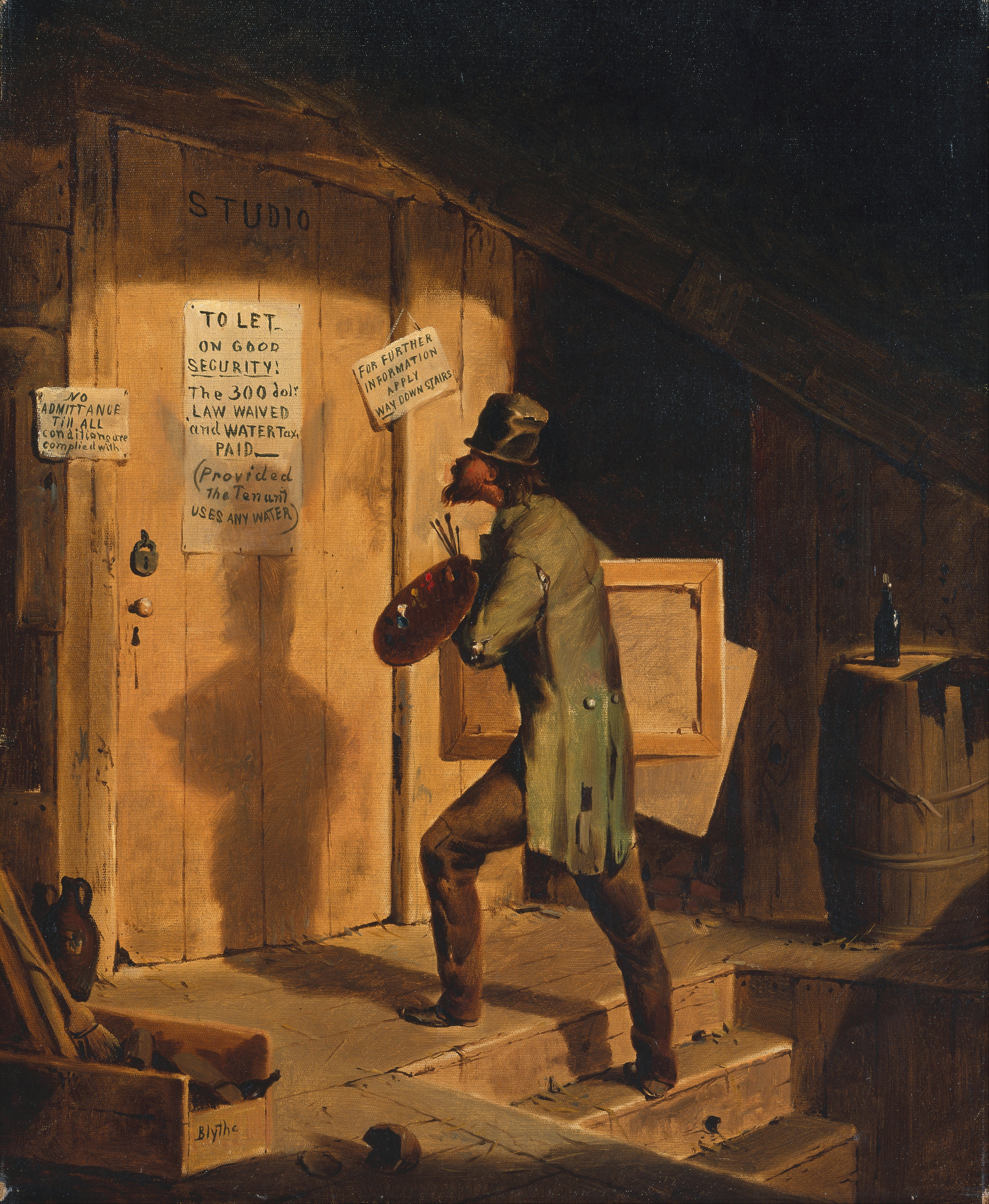
Art Versus Law

1855 kehrte Blythe nach East Liverpool zurück, wo er wieder als Porträtmaler sein Geld verdiente, aber auch mit dem Malen von Genrebildern begann. Bald darauf zog er, 41 Jahre alt, wieder nach Pittsburgh. Nach einem großen Brand im Jahr 1845 wieder aufgebaut, hatte diese Stadt sich zur Industriestadt gewandelt. Blythe malte nun die Opfer dieser Entwicklung: Trinker, Bettler, Obdachlose, asoziale Jugendliche, schmutzige Straßenkinder. Aus der Pittsburgher Zeit stammt das Gemälde Art Versus Law, das laut Chambers ein öffentliches Schuldeingeständnis Blythes enthält: Der heruntergekommene Maler, der sein Atelier verlassen muss, ist offensichtlich ein Trinker. Der Kunstsammler C. H. Wolff kaufte das Bild für 35 Dollars. Es befindet sich mittlerweile im Brooklyn Museum. Neben Art Versus Law enthalten nach Ansicht mancher Biographen Blythes auch andere Bilder sein Selbstporträt: Bruce W. Chambers nahm an, er könne sich auf Prospecting selbst dargestellt haben, Dorothy Miller vermutete in dem bärtigen Mann am Fenster auf Libby Prison ein Selbstbildnis Blythes.
Blythe wurde ein Teil der Kunstszene in Pittsburgh, die sich um J. J. Gillespies Galerie in der Wood Street versammelte. Mit dem Bildhauer Isaac Broome war er ebenso befreundet wie mit Gillespie. Angehörige des Kreises waren auch George Hetzel, Russell Smith und Alfred Wall. Gillespie zeigte häufig Werke Blythes in seinem Schaufenster, insbesondere, als dieser sich dem politischen Realismus und den Karikaturen zugewandt hatte.
Mit Beginn des Sezessionskriegs schloss sich Blythe dem Thirteenth Pennsylvania Regiment an und zog vier Monate lang von Kriegsschauplatz zu Kriegsschauplatz mit. Aus seinen Skizzen entwickelten sich später mindestens zehn Kunstwerke, die den Krieg als Thema hatten. Nach seiner Rückkehr nach Pittsburgh plante Blythe erneut ein großes Panorama, diesmal zum Bürgerkrieg, setzte diese Idee aber nicht mehr um. Im Frühjahr 1865 wurde der schwere Trinker bewusstlos in seinem Bett gefunden. Man verbrachte ihn ins St. Passavant Hospital, wo sein Leben zu Ende ging; die Ärzte nannten mania potu als Todesursache.

## Nachwirkung
G. David Thompson, der der Pittsburgher Stahlindustrie angehörte, legte ab den 1940er Jahren eine Sammlung von Werken Blythes an und machte den Maler auch in Kunstsammlerkreisen in Manhattan populär. Seine Werke gelangten unter anderem ins Metropolitan Museum of Art, ins Smithsonian Art Museum, ins Museum of Fine Arts in Boston und ins Carnegie Museum of Art in Pittsburgh. Auch in der National Baseball Hall of Fame in Cooperstown ist eines seiner Bilder zu sehen, General Doubleday Crossing the Potomac. Die Statue Lafayettes befindet sich nach wie vor in Uniontown.
Eines seiner Gemälde wurde 2013 für 100.000 Dollar versteigert. Doch bis in die 1930er Jahre hinein blieb David Gilmour Blythe ein relativ unbekannter Künstler. Außer Thompson gehörte auch William H. Vodrey Jr. zu den frühen Sammlern, die sich mit Blythes Werken befassten.
Ein Kuriosum stellt der Diebstahl einiger Kunstwerke Blythes aus der Bibliothek von East Liverpool dar. Dort hatten sich jahrzehntelang und ungesichert zahlreiche Werke Blythes befunden. Der Dieb wählte nur die besten Werke aus diesen Beständen aus. The Gouty Fisherman ist seitdem nicht wieder aufgetaucht. Die übrigen Bilder, nun in den Händen der East Liverpool Historical Society, wurden daraufhin immerhin gesichert.